# Cyclophora decolorata
Cyclophora decolorata är en fjärilsart som beskrevs av Edward Alfred Cockayne 1952. Cyclophora decolorata ingår i släktet Cyclophora och familjen mätare. Inga underarter finns listade i Catalogue of Life.